# Потоцкая, Анна
Графиня А́нна-Мари́я-Е́ва-Аполо́ния Пото́цкая, урождённая графиня Скумин-Тышке́вич (пол. Anna Maria Ewa Apolonia Potocka, 26 марта 1779, Варшава — 16 августа 1867, Париж) — автор мемуаров, рассказывающих об императоре Наполеоне, его ближайшем окружении и о настроениях польского общества накануне и в ходе вторжения наполеоновских войск в Россию в 1812 году.

## Биография
Дочь графа Людвика Скумин-Тышкевича (ум. 1808) и княжны Констанции Понятовской (2.03.1759 — 1830), сестры князя Станислава Понятовского и племянницы последнего короля польского Станислава Августа Понятовского. 
27 мая 1805 года в Вильне Анна вышла замуж за графа Александра Станислава Потоцкого. 
У супругов родилось трое детей: 
- Август Потоцкий (1806—1867), женат на Александре Потоцкой (1818—1892), младшей дочери российского генерала Станислава Потоцкого, брак бездетный.
- Наталья Потоцкая (1810—1830), жена с 1829 года князя Романа Станислава Сангушко (1800—1881), одна дочь.
- Мориц Потоцкий (1812—1879), женат на Людвике Бобр-Петровицкой (1825—1890), 4 детей

В 1821 году супруги разошлись.
Вторым мужем Анны стал полковник Станислав Дунин-Вонсович (1785—1864), бывший в 1812 году лейтенантом 1-го полка шевольжер-пикинёров Императорской гвардии (состоял переводчиком при походной канцелярии Наполеона І). В этом браке у Анны родилась дочь Матильда. С 1851 года Анна со вторым мужем и детьми жила в Париже, её салон считался одним из самых блестящих во времена Второй империи.
В 1897 году в Париже были опубликованы воспоминания графини (Memoires de la comtesse Potocka (1794—1820), publies par Casimir Strienski. Paris. 1897). В них графиня Потоцкая (издатель вывел автора под фамилией, которую она носила в описываемый в мемуарах период) рассказывает о Наполеоне І и Александре I, а также рисует любопытные портреты императрицы Марии-Луизы, маршала Мюрата, Полины Боргезе, маркизы Суза, Талейрана, герцога Бассано, великого князя Константина, Новосильцева, князя Юзефа Понятовского, графини Валевской и др.

«Это было в 1812 году. Я только что прочитала необыкновенные мемуары маркграфини Байрейтской, появление которых, по словам Наполеона, знаменовало собой вторую Йену для Бранденбургского дома: столько мерзостей и дрязг раскрыла эта книга. Я была тогда очень молода, и мною овладело желание записывать свои воспоминания по мере того, как я буду стариться. Мне казалось, что я, не хвастаясь, могу собрать материалы, гораздо более интересные, чем те, которыми добрая маркграфиня обессмертила своё имя. Итак, я принялась за дело…»

В своих мемуарах Анна Потоцкая рассказывает о платонической любви к некоему графу Ф., чьё имя было легко разгадано комментаторами мемуаров. Этим человеком был граф Шарль Жозеф де Флао, которого некоторые современники считали внебрачным сыном Талейрана. По словам первого издателя мемуаров, Казимира Стрыенского, романтическая дружба Шарля де Флао и графини Потоцкой продолжалась всю жизнь, и он якобы даже присутствовал при её кончине.

## Образ в кино
- «Марыся и Наполеон» (Польша, 1966) — актриса Эва Краснодембская